# 鹿児島県立阿久根農業高等学校
鹿児島県立阿久根農業高等学校（かごしまけんりつ あくねのうぎょうこうとうがっこう）は、鹿児島県阿久根市に所在した公立の農業高等学校。阿久根・長島地域の統合校として2005年（平成17年）に開校した鹿児島県立鶴翔高等学校への移行に伴い2007年（平成19年）3月31日に閉校した。

## 設置学科
- 農業経営科
- 環境土木科
- 食品流通科

## 所在地
- 〒899-1611 鹿児島県阿久根市赤瀬川1800番地

## 沿革
- 2005年 新入生徒の募集停止。
- 2007年3月31日 閉校。